# Шишкув (Люблинское воеводство)
Ши́шкув (пол. Szyszków) — деревня в Билгорайском повете Люблинского воеводства Польши. Входит в состав гмины Поток-Гурны. Находится примерно в 21 км к юго-западу от центра города Билгорай. По данным переписи 2011 года, в деревне проживало 568 человек. Деревня представляет собой солецтво.
В 1975—1998 годах деревня входила в состав Замойского воеводства.

## Демография
Демографическая структура по состоянию на 31 марта 2011 года:
|         | Всего | До трудоспособного возраста | Трудоспособного возраста | Старше трудоспособного возраста |
| ------- | ----- | --------------------------- | ------------------------ | ------------------------------- |
| Мужчины | 280   | 73                          | 183                      | 24                              |
| Женщины | 288   | 70                          | 156                      | 62                              |
| Всего   | 568   | 143                         | 339                      | 86                              |